# Heder (fiume)
L'Heder è un affluente di sinistra del fiume Lippe, Germania.
Il fiume nasce presso Upsprunge,  prosegue attraverso Salzkotten  e sfocia dopo quasi 12 km sotto Schwelle.
L'Heder è in gran parte alimentato dalle acque della Alme, che si infiltra nel sottosuolo in un fenomeno carsico fra Brenken e Wewelsburg. Le acque sotterranee entrano in 18 sorgenti della Heder, 13 solamente delle quali sono alimentate dalle acque della Alme, riemergendo ad Upsprunge. Il getto di tutte le sorgenti insieme oscilla fra i 500 ed i 3.250 litri al secondo, ma in media la portata assomma a circa 1.900 litri al secondo. Il fiume si divide in due rami che dopo 250 m si riuniscono. L'area del bacino del corso in superficie dell'Heder è di 83,907 km².